# Томас Кофос
Томас Кофос (на гръцки: Θωμάς Κωφός) е гръцки просветен деец и духовник от Гръцкото Просвещение.

## Биография
Кофос е роден в първата половина на XVIII век в западномакедонския град Костур, Османската империя, където получава начално образование. Учи в гръцкото училище в Кожани заедно с йеромонаха и учен Амфилохиос Параскевас. Ръкоположен е за свещеник и иконом. През 1764 или 1771 година става директор на костурското училище Киридзи, като е или предшественик или наследник на поста на Томас Мандакасис. По-късно управлява училищата в Царицани и Рапсани. Автор е на много етични трактати и епиграми, които остават непубликувани, както и на „За годините и месеците“ (Περί ετών και μηνών), приложение на книгата на Теофилос Каридалеас, издадена от Григориос Мосхополитис в 1744 г. и Амвросиос Памберис в 1768 г.